# 13817 Genobechetti
13817 Genobechetti este un asteroid din centura principală de asteroizi.

## Descriere
13817 Genobechetti este un asteroid din centura principală de asteroizi. A fost descoperit pe 8 septembrie 1999 în cadrul proiectului CSS. Asteroidul prezintă o orbită caracterizată de o semiaxă mare de 3,23 ua, o excentricitate de 0,03 și o înclinație de 16,5° în raport cu ecliptica.